# Lijst van munteenheden in Europa
Dit is de lijst van de valuta's die in omloop zijn in Europa.
| Munteenheid            | ISO 4217 code | Land                  | Voorgaande munt         | Jaar |
| ---------------------- | ------------- | --------------------- | ----------------------- | ---- |
| Albanese lek           | ALL           | Albanië               | Albanese frank          | 1939 |
| Bosnische mark         | BAM           | Bosnië en Herzegovina | Bosnische dinar         | 1998 |
| Britse pond            | GBP           | Verenigd Koninkrijk   |                         |      |
| Bulgaarse lev          | BGN           | Bulgarije             |                         | 1880 |
| Deense kroon           | DKK           | Denemarken            | Deense rigsdaler        | 1875 |
| Euro                   | EUR           | Andorra               | Spaanse peseta          | 2002 |
| Euro                   | EUR           | België                | Belgische frank         | 2002 |
| Euro                   | EUR           | Duitsland             | Duitse mark             | 2002 |
| Euro                   | EUR           | Estland               | Estische kroon          | 2011 |
| Euro                   | EUR           | Finland               | Finse mark              | 2002 |
| Euro                   | EUR           | Frankrijk             | Franse frank            | 2002 |
| Euro                   | EUR           | Griekenland           | Griekse drachme         | 2002 |
| Euro                   | EUR           | Ierland               | Ierse pond              | 2002 |
| Euro                   | EUR           | Italië                | Italiaanse lire         | 2002 |
| Euro                   | EUR           | Kroatië               | Kroatische kuna         | 2023 |
| Euro                   | EUR           | Kosovo                | Duitse mark             | 2002 |
| Euro                   | EUR           | Letland               | Letse lats              | 2014 |
| Euro                   | EUR           | Litouwen              | Litouwse litas          | 2015 |
| Euro                   | EUR           | Luxemburg             | Luxemburgse frank       | 2002 |
| Euro                   | EUR           | Malta                 | Maltese lire            | 2008 |
| Euro                   | EUR           | Monaco                | Monegaskische frank     | 2002 |
| Euro                   | EUR           | Montenegro            | Duitse mark             | 2002 |
| Euro                   | EUR           | Nederland             | Nederlandse gulden      | 2002 |
| Euro                   | EUR           | Oostenrijk            | Oostenrijkse schilling  | 2002 |
| Euro                   | EUR           | Portugal              | Portugese escudo        | 2002 |
| Euro                   | EUR           | San Marino            | San Marinese lire       | 2002 |
| Euro                   | EUR           | Slovenië              | Sloveense tolar         | 2007 |
| Euro                   | EUR           | Slowakije             | Slowaakse kroon         | 2009 |
| Euro                   | EUR           | Spanje                | Spaanse peseta          | 2002 |
| Euro                   | EUR           | Vaticaanstad          | Vaticaanse lire         | 2002 |
| Faeröerse kroon        | FOK           | Faeröer               | Deense kroon            |      |
| Gibraltarees pond      | GIP           | Gibraltar             |                         | 1927 |
| Guernseypond           | GGP           | Guernsey              |                         | 1921 |
| Hongaarse forint       | HUF           | Hongarije             | Hongaarse pengo         | 1946 |
| IJslandse kroon        | ISK           | IJsland               | Deense rigsdaler        | 1885 |
| Isle of Man-pond       | IMP           | Man                   |                         |      |
| Jerseypond             | JEP           | Jersey                |                         |      |
| Macedonische denar     | MKD           | Noord-Macedonië       | Joegoslavische dinar    | 1992 |
| Moldavische leu        | MDL           | Moldavië              | Moldavische cupon       | 1993 |
| Noorse kroon           | NOK           | Noorwegen             | Noorse rigsdaler        | 1873 |
| Oekraïense hryvnia     | UAH           | Oekraïne              | Oekraïense karbovanet   | 1996 |
| Poolse zloty           | PLN           | Polen                 | Poolse mark             | 1924 |
| Roemeense leu          | RON           | Roemenië              |                         |      |
| Russische roebel       | RUB           | Rusland               | Sovjet roebel           | 1992 |
| Servische dinar        | RSD           | Servië                | Joegoslavische dinar    | 2003 |
| Transnistrische roebel | PRB           | Transnistrië          | Moldavische leu         | 1994 |
| Tsjechische kroon      | CZK           | Tsjechië              | Tsjecho-Slowaakse kroon | 1993 |
| Wit-Russische roebel   | BYR           | Wit-Rusland           | Sovjet roebel           | 1992 |
| Zweedse kroon          | SEK           | Zweden                | Zweedse rigsdaler       | 1876 |
| Zwitserse frank        | CHF           | Liechtenstein         |                         |      |
| Zwitserse frank        | CHF           | Zwitserland           |                         |      |